# Hans Schmid (Chemiker, 1917)
Hans Eduard Schmid (* 24. März 1917 in Gränichen; † 19. Dezember 1976 in Schwerzenbach) war ein Schweizer Chemiker (organische Chemie).

## Leben und Wirken
Schmid zog 1926 mit seinen Eltern nach Wien, wo sein Vater als technischer Direktor bei Bally arbeitete. Ab 1935 studierte er Chemie an der Universität Wien und wurde 1939 diplomiert und 1941 bei Ernst Späth mit einer Dissertation über Cumarine promoviert. Im folgenden Jahr ging er als Assistent von Paul Karrer an die Universität Zürich. Dort habilitierte er sich 1944 und wurde 1947 zum ausserordentlichen Professor ernannt. 1949 absolvierte er einen Studienaufenthalt bei Melvin Calvin an der University of California, Berkeley. Von 1956 bis 1958 war Schmid Dekan der Philosophisch-Naturwissenschaftlichen Fakultät. 1959 wurde er als Nachfolger von Paul Karrer zum ordentlichen Professor und Direktor des Organisch-Chemischen Instituts der Universität Zürich berufen.
Er befasste sich vor allem mit der Aufklärung der Struktur von Naturstoffen aus Pflanzen und Insekten, zum Beispiel Curare-Alkaloide wie Toxiferin. Ausserdem befasste er sich mit Reaktionsmechanismen (zum Beispiel Claisen-Umlagerung, sigmatrope Umlagerungen), Photochemie und dem Aufbau neuer Ringsysteme.
1961 wurde Hans Schmid mit dem Centenary Prize der Royal Society of Chemistry in London, UK, ausgezeichnet. 1968 wurde Schmid Mitglied der Leopoldina. Er war 1972 Präsident des Comité Suisse de la Chimie (CSC) und 1970 bis 1972 Präsident der Schweizerischen Chemischen Gesellschaft. 1974 wurde er mit einem Ehrendoktorat der Universität Fribourg ausgezeichnet.